# Bruce Pearson
Bruce Pearson (Elk-River (Minnesota), 1942) is een Amerikaans componist, muziekpedagoog, dirigent en klarinettist.

## Levensloop
Pearson kreeg op advies van zijn moeder klarinetles. Later studeerde hij onder andere aan de St. Cloud State University in St. Cloud en behaalde aldaar zijn Bachelor of Science in 1964. In de Verenigde Staten was hij meer dan 30 jaar docent aan de basis- en middelbare scholen. Hij kreeg een grote ervaring in opleiding, componeren en dirigeren van school- en universitaire harmonieorkesten. Zijn hele ervaring heeft hij ingebracht in zijn wereldbekende pedagogische werken A best in class en Standard of Excellence Comprehensive Band Method. Verder is hij co-auteur van de Standard of Excellence Jazz Ensemble Method.
Pearson gaf cursussen en clinics in alle 50 staten van de Verenigde Staten en was gastdocent aan meer dan 100 conservatoria en universiteiten in de Verenigde Staten, Canada, Azië en Europa. Eveneens is hij een veelgevraagd gastdirigent. Tegenwoordig is hij dirigent in de "Scottsdale Bible Church" in Scottsdale.
Pearson is ere-doctor van de St. Cloud State University en werd in 1998 onderscheiden met de ere-medaille van de Midwest International Band and Orchestra Director's Clinic alsook met talrijke onderscheidingen van de American Society of Composers, Authors and Publishers (ASCAP). Hij werd bekroond als patroon voor verdienste van de "Maryborough Music Conference and Music Education in the Queensland" (Australië).

## Composities

### Werken voor harmonieorkest
- Ancient Dances
- Ayre And Dance
- Spring's Awakening (samen met Dean Sorenson)
- Bossa Caribe
- Cajun Cookin
- Canticle
- Castles and Kings
- Christmas Treasures
- Costa Del Sol
- Court Festival
- Crown Point March
- Declaration
- Eagle Crest March
- Echoes Of Time
- Fantasy On A Medieval Carol
- German Dance
- Joyance
- Jubilations
- Kingsbury March
- Knightsbridge March
- March For A Celebration
- March For A Festival
- March Of The Brigadier Guards
- North Winds Festival
- Proclamation
- Psalm And Celebration
- Regal March
- Renaissance Festival And Dances
- Renaissance Triptych
- River City Parade
- River's Bend March
- Rudimental Regiment
- Summer's Rain
- Tableau
- Tapestry
- Trumpet Voluntary
- When Johnny Comes Marching Home
- Wind River Overture
- Wyndham March

### Werken voor jazz-ensembles
- 2008 Latin Quarter[1]

### Pedagogische werken
- A best in class Christmas
- A best in class Showcase
- Advanced Jazz Ensemble Method
- Best in class, vol. 1 en 2
- Encore
- Enhanced Standard of excellence, vol. 1 en 2
- First Performance Plus
- From the First Lesson to Artistic Performance in Band
- Great Warm-Ups For Advancing Bands
- Great Warm-Ups For Young Bands
- Jazz Ensemble Method: For Group or Individual Instruction
- Sawmill Creek
- Standard of Excellence, vol. 1; 2 en 3
- Standard of Excellence ENHANCED, vol. 1 en 2
- Standard of Excellence: Festival Ensembles, vol. 1 en 2
- Standard of Excellence: Festival Solos, vol. 1 en 2
- Standard of Excellence: First Performance
- Standard of Excellence: Sounds of the Season

## Media
1. ↑  Latin Quarter door Wheeling High School Jazz Ensemble I o.l.v. Brian J. Logan. Gearchiveerd op 7 juni 2023.

- Gemeinsame Normdatei: 134726383
- International Standard Name Identifier: 0000 0001 0823 0984
- Library of Congress Control Number: no97049591
- MusicBrainz: 21b54398-9d59-4b96-a3a0-64488adf2ef9
- Nederlandse Thesaurus van Auteursnamen: 181656817
- Système universitaire de documentation: 160400740
- Union List of Artist Names: 500332219
- Virtual International Authority File: 36524576
- WorldCat: E39PBJkXBcVMRrQjwk3XpgMkjC